# Poliodes
Poliodes este un gen de molii din familia Sphingidae. Conține o singură specie,  Poliodes roseicornis, care este întâlnită în Etiopia, Somalia și Kenya.